# El Negreeto
El Negreeto è il quarto album in studio del cantante statunitense Akon, pubblicato nel 2019.

## Tracce
1. Te quiero amar (featuring Pitbull) – 3:46
2. Báilame lento – 4:02
3. Cómo no (featuring Becky G) – 3:13
4. Boom, Boom (featuring Anitta) – 2:32
5. Dile – 3:12
6. Innocente – 3:24
7. Sólo Tú (featuring Farruko) – 3:41
8. Baila conmigo – 3:51